# Shin Geum-dan
 (janvier 2012).
Si vous disposez d'ouvrages ou d'articles de référence ou si vous connaissez des sites web de qualité traitant du thème abordé ici, merci de compléter l'article en donnant les références utiles à sa vérifiabilité et en les liant à la section « Notes et références ».
Shin Geum-dan, (Shin, Sin Kim Dan ou Shin Geum Dan), née le 3 juillet 1938, est une athlète nord-coréenne, sprinteuse et coureuse de demi-fond. 

## Carrière
En 1962, elle devient la première femme à courir en moins de 52 secondes sur 400m, record alors tenu par la Biélorusse Mariya Itkina avec 53,4 secondes (1959). Le 21 octobre 1964, elle aurait aussi couru en 51,2 secondes à Shanghai[réf. nécessaire].
Sur 800 m, elle atteint en 1961 2 minutes et 1 seconde à plus de trois secondes sous le record du monde de Ljudmila Schewzowa. En 1963 elle court le 800 m en 1 minute et 59 secondes et, un an plus tard, améliore ce record en 1 minute 58 secondes.
Ces records historiques n'ont cependant pas été officiellement reconnus, pour deux raisons :
- La Corée-du-Nord n'était pas membre de l'IAAF ;
- Une ambiguïté sur le sexe de Shin Geum-dan demeure[2].

En 1963, lors d'une course à Moscou, les athlètes soviétiques refusent de courir avec elle, la considérant comme un homme. En 1966, les contrôles de sexe aux championnats internationaux deviennent obligatoires mais Shin Geum-dan annonce alors sa retraite officielle.
Ainsi, la première course officielle d'un 400 m couru par une femme en moins de 52 secondes eut lieu en 1969 lorsque les deux Françaises Nicole Duclos et Colette Besson terminèrent la finale aux championnats d'Europe en 1969 à Athènes simultanément en 51,7 s.